# Peter Criss (음반)
《Peter Criss》는 1978년 미국의 하드 록 밴드 키스의 드러머인 피터 크리스의 데뷔 솔로 음반이다. 이 음반은 1978년 9월 18일 키스의 멤버들이 발매한 4장의 솔로 음반 중 하나이다. 이 음반은 계속해서 키스 음반 《Dynasty》 (1979년)와 《Unmasked》 (1980년)를 프로듀싱한 비니 폰시아가 프로듀싱을 하였다. 크리스는 1961년 여름 미국에서 바비 루이스의 히트곡 1위였던 〈Tossin' and Turnin'〉을 리메이크했다. 그 노래는 1979년 투어 때 키스에 의해 커버되었다.

## 노래
음반에 수록된 대부분의 자료는 원래 1971년 크리스의 전 키스 밴드 립스를 위해 작곡되었다. 〈I'm Gonna Love You〉, 〈Don't You Let Me Down〉, 〈That's the Kind of Sugar Papa Likes〉, 그리고 〈Hooked on Rock 'n' Roll〉 등이 그것이다. 이 음반에는 바비 루이스의 〈Tossin' and Turnin'〉의 커버곡도 포함되어 있다.

## 반응
| 전문가 평가   | 전문가 평가   |
| 평가 점수     | 평가 점수     |
| 출처          | 점수          |
| ------------- | ------------- |
| Allmusic      | 2/별          |
| Pitchfork     | (0.0/10) link |
| Rolling Stone | link          |

《Peter Criss》에 대한 평가는 대부분 부정적이었다. 올뮤직은 이 곡을 "팝 메탈 로커나 파워 발라드, 그리고 개성이 전반적으로 없는 그룹들 중 가장 인정받지 못하는 그룹"이라고 불렀다. 이 음반은 1978년 키스 솔로 음반 중 미국 빌보드 200 차트 43위에 오르며 가장 낮은 차트였다. 4개의 솔로 음반 중 《Peter Criss》는 두 개의 싱글 음반인 〈Don't You Let Me Down〉과 〈You Matter to Me〉를 발매한 유일한 음반이었다.

## 곡 목록
모든 곡들은 특별한 언급이 없는 한 피터 크리스와 스탠 펜리지에 의해 작사/작곡하였다.
| #  | 제목                                    | 작사·작곡                             | 재생 시간 |
| -- | --------------------------------------- | ------------------------------------- | --------- |
| 1. | 〈I'm Gonna Love You〉                  |                                       | 3:18      |
| 2. | 〈You Matter to Me〉                    | 비니 폰시아, 존 바스타노, 마이클 모건 | 3:15      |
| 3. | 〈Tossin' and Turnin'〉                 | 리치 애덤스, 말루 르네                | 3:58      |
| 4. | 〈Don't You Let Me Down〉               |                                       | 3:38      |
| 5. | 〈That's the Kind of Sugar Papa Likes〉 |                                       | 2:59      |

| #   | 제목                        | 작사·작곡   | 재생 시간 |
| --- | --------------------------- | ----------- | --------- |
| 6.  | 〈Easy Thing〉              |             | 3:53      |
| 7.  | 〈Rock Me, Baby〉           | 숀 딜레이니 | 2:50      |
| 8.  | 〈Kiss the Girl Goodbye〉   |             | 2:46      |
| 9.  | 〈Hooked on Rock 'n' Roll〉 |             | 3:37      |
| 10. | 〈I Can't Stop the Rain〉   | 딜레이니    | 4:25      |

## 인증
| 국가                       | 인증     | 판매량/출하량 |
| -------------------------- | -------- | ------------- |
| 캐나다 (뮤직 캐나다)       | 골드     | 50,000^       |
| 미국 (RIAA)                | 플래티넘 | 1,000,000^    |
| ^출하량을 기반으로 한 인증 |          |               |